# Camponotus obscuriventris
Camponotus obscuriventris är en myrart som beskrevs av Henri Cagniant 1991. Camponotus obscuriventris ingår i släktet hästmyror, och familjen myror. Inga underarter finns listade.